# Equipo de Fed Cup de Bielorrusia
El equipo Bielorruso de Fed Cup es el representativo de Bielorrusia en la máxima competición internacional a nivel de naciones del tenis femenino, y es administrado por la  Belarus Tennis Association.

## Historia
Antes de 1993, las jugadoras bielorrusos competían por la Unión Soviética. Bielorrusia compitió en su primera Fed Cup como nación independiente en 1994, cuando lograron su mejor resultado al llegar a la primera ronda del Grupo Mundial. Durante los tres años siguientes, el equipo compitió exclusivamente en la Zona de Grupo de Europa / África I. En 1999, Bielorrusia derrotó a Venezuela para llegar al Grupo Mundial II. Después de pasar un año en ese nivel, el equipo fue relegado a la Zona de Grupo de Europa / África una vez más.
Bielorrusia pasó otros cuatro años en la Zona de Grupo de Europa / África I antes de llegar a un Grupo Mundial de Play-off en 2004, donde perdió ante Eslovaquia en lo que fue su última oportunidad para la promoción desde el nivel de zona hasta 2011.
Con la ayuda de cuatro jugadoras clasificadas en el top 200 de la WTA a finales de 2010, Bielorrusia derrotó a Estonia para regresar al Grupo Mundial II, antes de perder consecutivas ante Estados Unidos y Suiza y ser una vez Nuevamente relegadas a la Zona de Grupo de Europa / África. Después de varios años compitiendo en ese nivel, el equipo fue ascendido al Grupo Mundial II al derrotar a Japón en 2015.
A pesar de la ausencia de su mejor jugadora, Victoria Azarenka, Bielorrusia derrotó a Canadá en el  Grupo Mundial II de 2016. Esta victoria aseguró un lugar en los Play-offs del Grupo Mundial 2016, enfrentaron en lo Play-offs a Rusia ganándole por 3-2. Bielorrusia competirá en el Fed Cup 2017 en Grupo Mundial, que será el nivel más alto que han alcanzado en la Fed Cup.